# Manta de sella

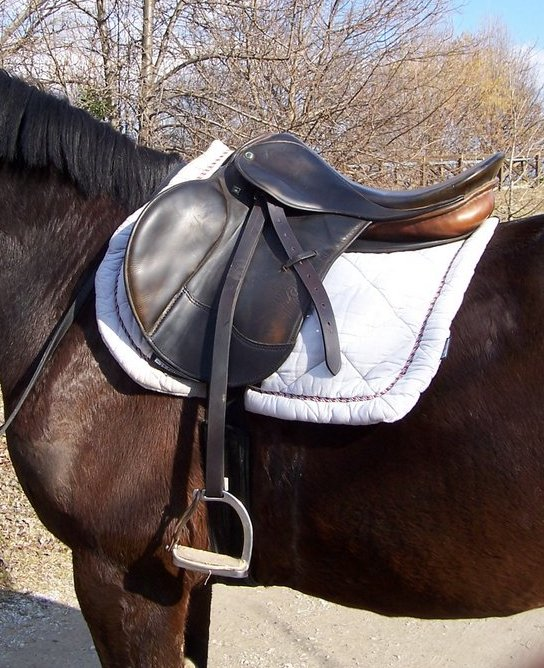
Una manta de sella

Una manta de sella és una peça de tela que es col·loca sota la sella d'un cavall, ja sigui una sella de tipus normal, una sella de salt o bé una sella de doma.

## Ús
La manta de sella es col·loca amb delicadesa, i davant de la creu del cavall. Cal assegurar-se de que no s'arrugui en el moment de posar la sella al damunt, fent-la lliscar la sella cap enrere quan es col·loca a la part superior.
S'utilitza principalment per protegir la pell de la sella de la suor del cavall, però també, en menor mesura, per evitar que la pell del cavall s'irriti i s'escalfi per la fricció de la cadira. Segons el model i el gruix de la manta de sella, també es pot utilitzar per amortir els moviments del genet i protegir l'esquena del cavall (mantes encoixinades, o amb amortidor integrat)

## Tipus de mantes de sella

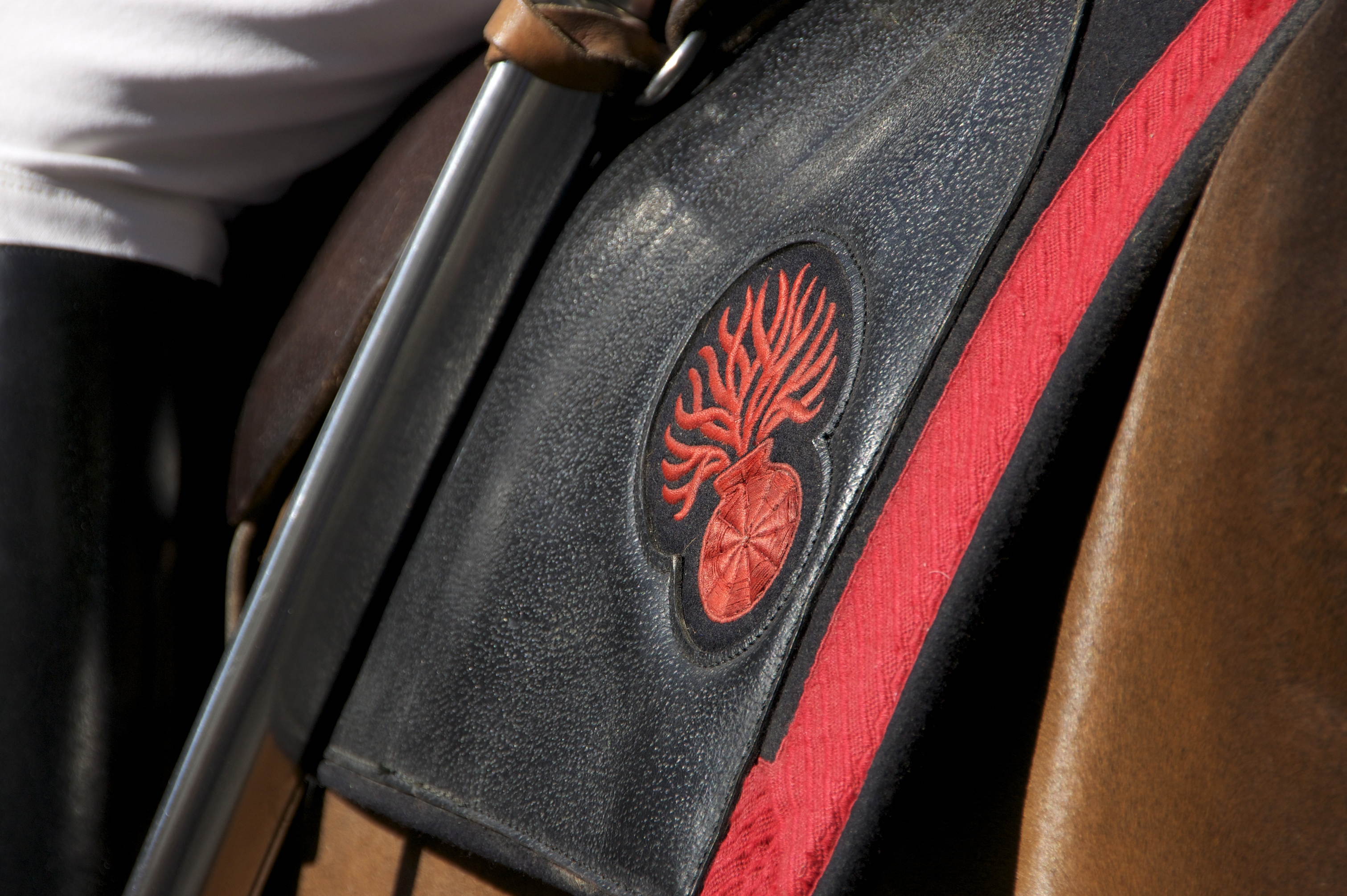
Detall d'una granada brodada, sobre el drap de sella d'un cavall de suboficial de la Guàrdia Republicana.

Hi ha diverses formes de mantes de sella (de coixí, forma de selló, forma de llàgrima, etc.), destinades a disciplines específiques. Les mantes de sella es poden personalitzar (amb el nom del cavall, de l'escuderia, del propietari).
A les competicions d'equitació a França, la manta de sella és tradicional i obligatòriament blanca; això vol dir que s'ha de rentar després de cada ús per mantenir-la blanca

### Catifes berbers
Teixir catifes de sella de colors és una tradició per a les dones berbers rurals ; els socs dels pobles berbers són sovint una oportunitat per admirar catifes de sella molt belles. Aquest teixit sempre ha estat reservat a les dones, sobretot al Marroc i a Tunísia a Kairouan.

### Catifes d'Àsia Central
Un fragment de tela de muntar trobat en un kurgan a les muntanyes d'Altai pertanyia a Bash Adar i datava al voltant del 500 aC. J. c. ; presenta decoracions brodades i colors naturals anyil, roig, blanc i marró.